# فيتور ميريليس
فيتور ميريليس بلدية في ولاية سانتا كاتارينا في المنطقة الجنوبية من البرازيل.